# Apache CXF
Apache CXF — открытый каркас для веб-сервисов Service Oriented Architectures (SOAs), работающий с несколькими стандартными протоколами, включая SOAP, WSDL 1.1 и 2.0, WS-адресацию, WS-Policy, WS-ReliableMessaging и WS-Security. Apache CXF — это комбинация из двух проектов с открытым исходным кодом Java Enterprise Service Bus Celtix и SOAP Framework XFire.
Apache CXF используется в качестве основного компонента платформы JBoss Enterprise Platform.